# غاجم
غاجم (بالإنجليزية: Gajim)‏ هو عميل دردشة لبروتوكول الحضور والمراسلة القابل للتوسعة. يستعمل العميل عدة أدوات جتك، وهو برمجية حرة مفتوحة المصدر مرخص تحت الإصدار الثالث لرخصة جنو العمومية حصرًا، ويعمل على نظم تشغيل توزيعات برمجيات بيركلي، ولينكس، وماك أو إس، وويندوز.

## روابط خارجية
- الموقع الرسمي